# Матуа
Ма́туа (яп. 松輪島, Мацуа; на русской карте 1745 года — Уригикай) — вулканический остров средней группы Большой гряды Курильских островов. С геологической точки зрения, является надводной частью вулкана Сарычева. Административно входит в Северо-Курильский городской округ Сахалинской области (с 1946 года). Имел стратегически важную роль в годы Второй мировой войны, будучи одной из крупнейших японских военно-морских баз. Коренными жителями острова были охотники и собиратели айны, но после 1875 года их сменили японские военные, которых в 1945 году сменили советские военные.

## Название
По одной из версий, в переводе с айнского языка Матуа означает «адская пасть» (общечеловеческий мифологический концепт «входа в Преисподнюю» с орально-анально-генитальными коннотациями). По другой — этимология неясна.
Есть также версия, что Матуа переводится с айнского как «маленькие горящие заливчики». Русские мореходцы XVIII века называли его Двенадцатым островом, Мутова, Мотоуа.

## География

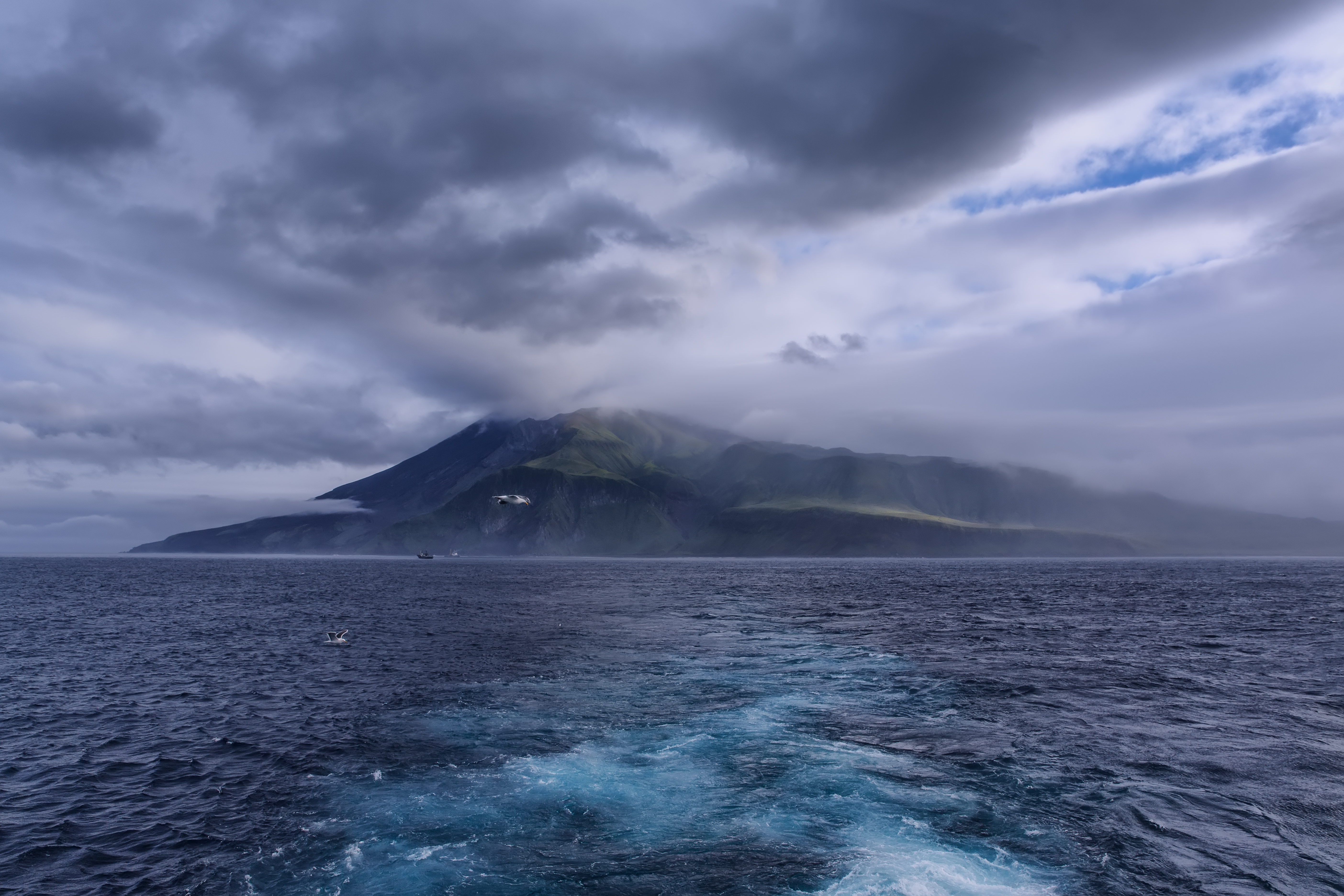
Вид на остров

Площадь — 52 км², длина с северо-запада на юго-восток около 11 км, ширина 6,4 км. Длина береговой линии достигает 30,3 км.
Отделён проливом Головнина от острова Райкоке, расположенного в 18 км севернее; проливом Надежды — от острова Расшуа, расположенного в 28 км юго-западнее.
На острове расположены нежилые населённые пункты Сарычево и Губановка, расположенные в более низменной юго-восточной части. У восточного берега, на расстоянии 1,3 км через пролив Двойной, расположен остров Топорковый (площадь около 1 км², максимальная высота 70 м).
В юго-восточной части выделяется лишь сопка Круглая (124 м), преобладающий ландшафт — равнина с высотами около 40-60 м выше уровня моря. Имеется небольшой ручей Хесупо с пригодной для питья водой, по берегам которого ранее селились айны. На юго-востоке расположена слабо выраженная бухта Айну. У юго-восточной окраины острова (мыс Юрлова) расположено много скал, островков (так называемые острова Мацува) и рифов.
Якорная стоянка — у восточной стороны Матуа в бухте Двойная (яп. Ямато) между мысом Клюв и мысом Юрлова. Лучшая из всех бухт гряды. Перемычкой, соединяющей острова Матуа и Топорковый, бухта Двойная делится на две части. Пройти из одной части бухты в другую можно по ложбине близ о. Топорковый, глубиной 9 м.

## Геология
Остров представляет собой действующий вулкан Сарычева высотой 1446 м. Сильные извержения здесь имели место в 1928, 1930, 1946, 1976 и 2009 годах. Свой вклад в почвообразование острова также внесли извержения соседних островных вулканов Ушишир и Райкоке. 96 % площади острова занимают вулканические породы, пеплы и тефры постройки вулкана Сарычева, 4 % — морские аккумулятивные отложения, в том числе и цунамигенного характера. Особый тип почвы острова классифицирован российской экспедицией 2016 года как вулканическая-слоисто-перховая-гумусовая.

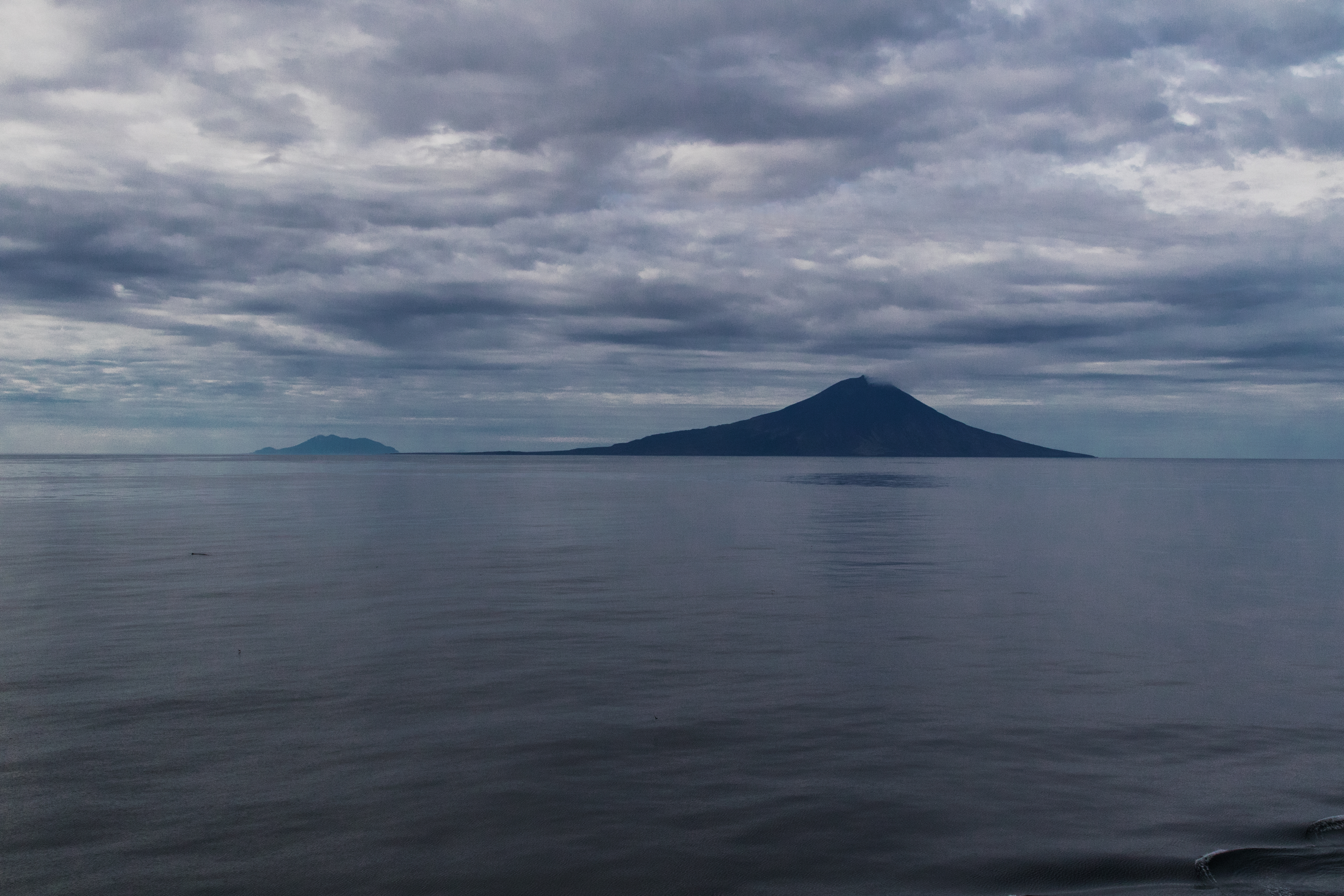
Матуа и соседний остров Расшуа

Значительное влияние на прибрежные ландшафты оказывали и оказывают цунами. Так Симуширское землетрясение 15 ноября 2006 года взлило на остров цунами, высота заплеска которого местами достигала 20 м. Крупное извержение вулкана состоялось в июне 2009 года.

## Климат
Климат острова океанический с прохладным летом и относительно мягкой зимой. Самый тёплый месяц — август (co средней температурой +10,9 °C), самый холодный — февраль (−6,3 °C). Остров характеризуется минимальным для всех Курил показателем вегетационной теплообеспеченности: сумма активных среднесуточных температур выше +10 °C составляет здесь лишь 406 °C, то есть в среднем чуть более 40 суток вегетации. К тихоокеанским берегам подходит холодное Курильское течение. Среднегодовое количество осадков значительно (1000 мм и более), высока облачность, повышена влажность воздуха (85 %), туманность наблюдается до 205 дней в году, характерен и довольно жёсткий ветровой режим, из-за которого на острове невозможно формирование высокоствольных лесов. На острове ранее действовала метеостанция, находившаяся в низине, где климат холоднее за счёт выносов туманов с моря. На высотах от 100 до 300 м выше уровня моря климатические условия более благоприятны для животных, растений и человека вследствие большей инсоляции, меньшей туманности и меньшей интенсивности холодной тяги с моря.
- Среднегодовая температура воздуха — +2,6 °C.
- Относительная влажность воздуха — 84,2 %.
- Средняя скорость ветра — 5,7 м/с.

| Среднесуточная температура воздуха на острове по данным NASA | Среднесуточная температура воздуха на острове по данным NASA | Среднесуточная температура воздуха на острове по данным NASA | Среднесуточная температура воздуха на острове по данным NASA | Среднесуточная температура воздуха на острове по данным NASA | Среднесуточная температура воздуха на острове по данным NASA | Среднесуточная температура воздуха на острове по данным NASA | Среднесуточная температура воздуха на острове по данным NASA | Среднесуточная температура воздуха на острове по данным NASA | Среднесуточная температура воздуха на острове по данным NASA | Среднесуточная температура воздуха на острове по данным NASA | Среднесуточная температура воздуха на острове по данным NASA | Среднесуточная температура воздуха на острове по данным NASA |
| Янв                                                          | Фев                                                          | Мар                                                          | Апр                                                          | Май                                                          | Июн                                                          | Июл                                                          | Авг                                                          | Сен                                                          | Окт                                                          | Ноя                                                          | Дек                                                          | Год                                                          |
| −4,5 °C                                                      | −4,3 °C                                                      | −2,8 °C                                                      | 0,1 °C                                                       | 2,7 °C                                                       | 5,4 °C                                                       | 8,6 °C                                                       | 10,9 °C                                                      | 9,4 °C                                                       | 6,1 °C                                                       | 1,3 °C                                                       | −2,2 °C                                                      | 2,6 °C                                                       |
| ------------------------------------------------------------ | ------------------------------------------------------------ | ------------------------------------------------------------ | ------------------------------------------------------------ | ------------------------------------------------------------ | ------------------------------------------------------------ | ------------------------------------------------------------ | ------------------------------------------------------------ | ------------------------------------------------------------ | ------------------------------------------------------------ | ------------------------------------------------------------ | ------------------------------------------------------------ | ------------------------------------------------------------ |

## Флора и фауна

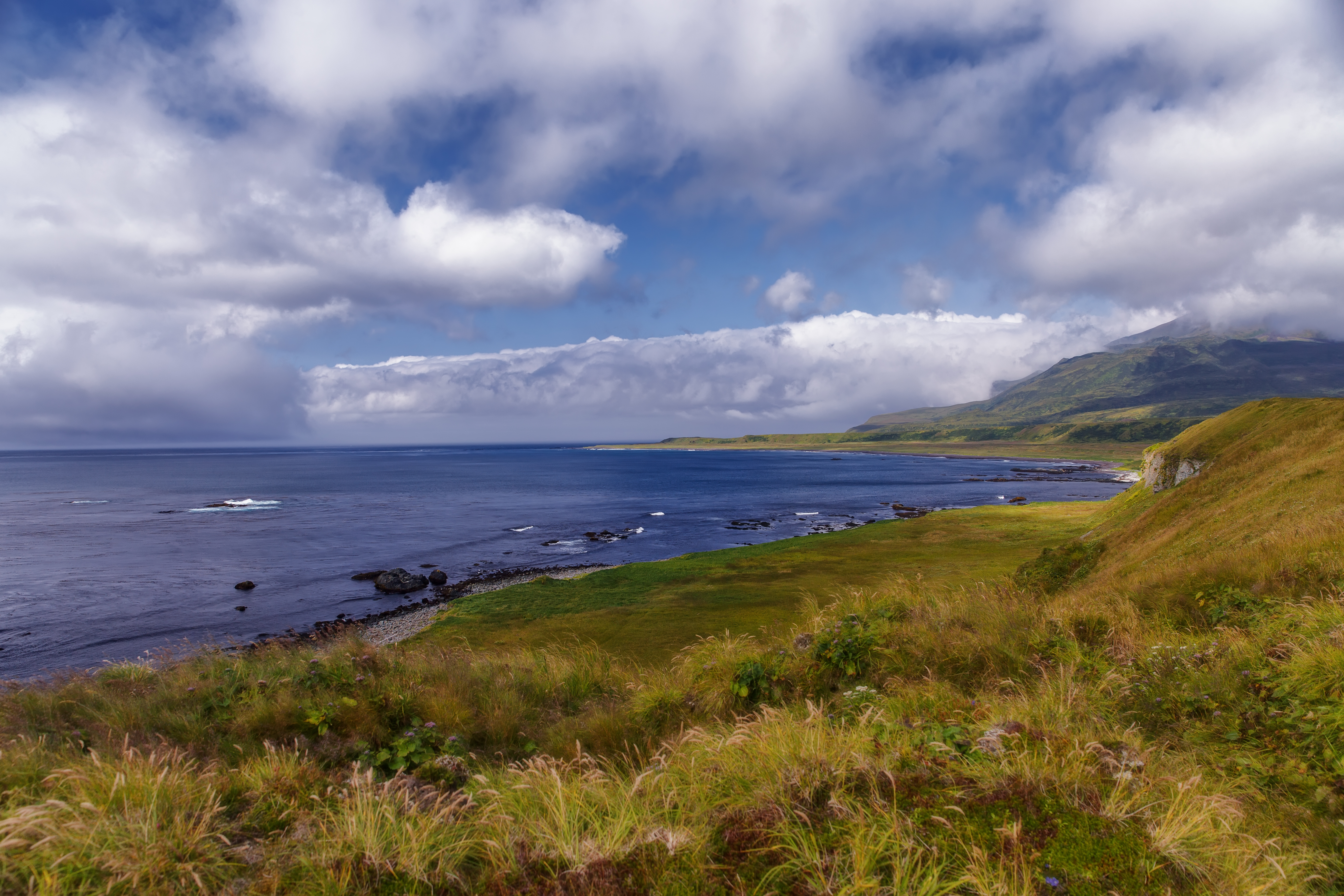
Пейзаж острова

Флора в целом носит бореально-альпийский характер и является типичной для Средне-Курильского флористического района, представлена травянистыми растениями и кустарниками. Уровень флористического богатства острова невысок как по причине его удалённости от континента, так и из-за сильного влияния вулканических пеплопадов и цунами: здесь учтено лишь 160 видов высших сосудистых растений (для сравнения, на Кунашире их 1067, на Симушире — 271), что примерно на 50 видов меньше чем на соседнем острове Расшуа. Это минимальный показатель для всех Средних Курил.
С геоботанической точки зрения Матуа делится на два района — северный, испытывающий сильное влияние деструктивного вулканизма, и более спокойный южный. Во время мощного извержения 2009 года относительно нетронутой осталась лишь растительность южной части острова.
Особый интерес ботаники проявили к судьбе местного кедрового стланика, который то появлялся, то исчезал на острове. Камчатские казаки, посетившие остров в 1767 году указали на присутствие здесь в малом количестве кедрового стланика, который, видимо, исчез из-за мощных извержений вулкана. Японские работы, упоминающие флору острова, появились в конце XIX века. Но первым флору Матуа детально изучил японский ботаник М. Татеваки, который в 1928 году поднялся по восточному склону вулкана и уделил особое внимание отсутствию на острове кедрового стланика. Однако в мае 2010 года кедровый стланик был здесь обнаружен группой российских учёных-краеведов (Е. М. Верещагина и И. М. Витер) во время обследования японских военных укреплений. Куст размером 1,5×1,2 м и возрастом 10—15 лет произрастал на уклоне 10—15° на высоте 90 м выше уровня моря в 1,3 км от берега моря. Повторно данную картину исследовал также и С. Ю. Гришин в августе 2010 года.
В ложбинах — заросли кустарниковой ольхи, которые сплошным покровом поднимаются на высоту до 430 м выше уровня моря. Отдельные ольховники доходят до высоты 570 м выше уровня моря. Небольшую площадь занимают верещатники. Каменная берёза не установлена. На острове втречаются мытник, брусника, анафалис жемчужный, шеломайник, шикша. Юго-восточную равнину занимают травянистые луга. Водятся мелкие грызуны. Самый крупный млекопитающий хищник острова — лисица, завезённая японскими военными. Лежбища сивучей. В морских окрестностях водится кольчатая нерпа. Островной тюлень сосредоточен на острове-спутнике Топорковом с восточной стороны Матуа, а также на мысе Орлова.
Гнездятся кайры, бакланы, чайки.

## Предания
Несмотря на вулканические извержения и небогатую травянистую растительность (нет даже кедрового стланика), люди на Матуа жили с незапамятных времён. До прихода айнов тут обитали легендарные племена, называемые курильскими айнами коропокгуру, а сахалинскими айнами – тонцы (тончи). Коропокгуру были хорошими мореходами и охотниками. Жили эти охотники за нерпами в землянках, делали глиняную посуду (айны её не делали). Поселки аборигенов (как потом и других жителей) располагались на берегу единственного ручья с пресной водой.

## Население
В 2021 году военная инфраструктура на острове была расконсервирована. На боевое дежурство встали ракетные установки «Бал» и «Бастион».

## История
В мощных культурных слоях острова был обнаружен самый северный пункт распространения так называемой шнуровой керамики, являющейся археологическим свидетельством проникновения сюда неолитической культуры «Дзёмон».
В 2000, 2009 и 2017 годах российские учёные-археологи обнаружили на острове остатки айнских поселений и ряд артефактов в бухтах Айну и Двойная соответственно. Археологическая группа экспедиции обнаружила более ста котлованов от древних жилищ, предварительная датировка которых — 2,5 — 3 тысячи лет.
Остров Матуа впервые был обозначен на японской карте в 1644 году.
К 1736 году местные айны приняли православие и вошли в российское подданство путём уплаты ясака камчатским сотникам.
В ходе Второй Камчатской экспедиции на острове в 1756—1757 годах удачно перезимовал Андреян Юрлов. Он был ещё гардемарином, когда принял участие в 1735 году в первых походах Второй Камчатской экспедиции. На пакетботе «Святой Павел» под началом Алексея Чирикова описывал берега Камчатки. Поэтому не случайно мыс на юге Матуа носит имя Юрлова (на картах название надолго закрепилось в перевранном виде — Орлова).
Во времена российских «описей» конца XVIII — начала XIX века остров также имел номерное обозначение в составе Курильской гряды — Двенадцатый.

## Особая позиция Японии по территориальной принадлежности острова
Используя в территориальном споре с Россией фактор Сан-Францисского мирного договора 1951 года, который не был подписан СССР, японское правительство, тем не менее, опирается на те варианты толкований договоренностей между союзниками — СССР, США, Великобританией и Китаем — которые подкрепляют японскую позицию. В частности, поскольку в Сан-Францисском договоре не оговаривается, в пользу какого государства Япония отказывается от своих прав на Курилы, принадлежность острова, по мнению японского правительства, до сих пор не определена, а за Россией признаётся лишь «фактический контроль».

## Интересный факт
Именно Матуа имел в виду Трумэн, предлагая Сталину уступить один из островов Курильской гряды для военно-морской базы США. После ответной просьбы выделить один из Алеутских островов для советской базы вопрос больше не поднимался.

## Воинские захоронения в прилежащей акватории
Во время Второй мировой войны неподалёку затонула американская подлодка USS S-44 (SS-155), подбитая японским эскортным кораблём (кайбоканом) Исигаки. Другая затонувшая в этом районе (пролив Надежды) американская подводная лодка, USS Herring (SS-233), потопила суда Хибуки Мару, Иваки Мару и сам Исигаки в 70 милях к западу от острова, но была поражена огнём японской береговой артиллерии с Матуа.